# Poals
|  | Aquest article tracta sobre l'ordre de plantes. Vegeu-ne altres significats a «Poal (desambiguació)». |

Les poals (Poales) són un tàxon de plantes ubicat a la categoria taxonòmica d'ordre, utilitzat en sistemes de classificació moderns com el  APG III de l'2009 i el APWeb (2001 en endavant), en els quals està circumscrit en forma àmplia en comparació als sistemes de classificació tradicionals (per exemple aquesta circumscripció s'acosta a la de commelínides de Cronquist 1981).
Com aquí trobem definit, l'ordre consta de 16 famílies amb més de 18000 espècies, entre elles es troba la família Poaceae (pastures, cereals, bambú), que és probablement la família d'angiospermes de major importància econòmica, i també l'acompanyen altres com les tifàcies (la família de la boga), les  bromeliàcies (la família de l'ananà i el clavell de l'aire), Les ciperàcies (d'una d'elles es produeix el papir), i les  juncàcies (la família dels joncs i plantes afins). Les Poals són herbes, moltes d'elles amb pol·linització anemòfila (per vent), amb pèrdua dels nectaris septals; la síndrome de caràcters de la  pol·linització anemòfila s'ha desenvolupat moltes vegades en forma independent dins del clade. A més es caracteritzen per posseir cossos de sílice en l'epidermis, per haver perdut els cristalls de rafidi, i per posseir flors amb periant clarament dividit en calze i corol·la, amb  estils ben desenvolupats i fortament ramificats.
Són la família de plantes més important per als humans, ja que el 70% de la superfície conreada té plantes d'aquesta família, i més del 50% de totes les calories consumides provenen d'aquestes plantes.

## Descripció
Molts caràcters, morfològics i d'ADN, donen suport a aquest clade, són possibles sinapomorfies: els vasos també en tija i fulles, els cossos de sílice (SiO  2 ) en l'epidermis, la pèrdua dels cristalls de rafidi, el periant que consta de calze + corol·la, la micropila biestomal, l'estil ben desenvolupat i fortament ramificat, els estigmes petits, secs, el desenvolupament de l'endosperma nuclear, el cotilèdon unifacial ("hyperphyllar") i haustorial, i la pèrdua del gen mitocondrial  sdh3.
Alguns gens mitocondrials de les pPoals mostren una evolució accelerada (Graham et al  2006, G. Petersen  et al.  2006b).
Les poals inclouen les famílies següents:
- Anarthriaceae (sinònims: Hopkinsiaceae, Lyginiaceae)
- Lyginiaceae
- Bromeliaceae
- Centrolepidaceae
- Cyperaceae
- Ecdeiocoleaceae
- Eriocaulaceae
- Flagellariaceae
- Joinvilleaceae
- Juncaceae
- Mayacaceae
- Poaceae (gramínies)
- Rapateaceae
- Restionaceae
- Sparganiaceae
- Thurniaceae
- Typhaceae
- Xyridaceae

## Ecologia
La pol·linització anemòfila (per vent), amb la pèrdua dels nectaris septals, s'ha desenvolupat moltes vegades en forma independent dins de les poals, i és característica de Typhaceae, Juncaceae, Cyperaceae, Restionaceae i Poaceae.

## Diversitat
La diversitat taxonòmica de les monocotiledònies està presentada detalladament per Kubitzki (1998, 2006).
A continuació una llista de la diversitat de Poals. Les descripcions són deliberadament incompletes. Per a més informació segueixi els enllaços.
| ----- | Les bogues (família Typhaceae sensu stricto, Tifàcies en sentit estricte) són herbes característiques d'hàbitats aquàtics i aiguamolls. Les fulles són lineals i moltes vegades esponjoses. Posseeixen inflorescències determinades, terminals, altament modificades amb nombroses flors petites densament agrupades, les inflorescències com a resultat tenen aspecte d'espigues allongades o aglomeracions globoses, les flors masculines posicionades a dalt de les femenines. Són pol·linitzades pel vent. |

| ----- | L'ananà o pinya (Ananas comosus) i la clavellina de l'aire (Tillandsia aeranthos) pertanyen a la família de les bromeliàcies. Les bromeliàcies posseeixen fulles carnoses que formen una roseta basal que emmagatzema aigua. Les seves flors són vistoses i acolorides, i cadascuna posseeix una bràctea que també és acolorida i conspícua. El periant està dividit en 3 sèpals i 3 pètals. Les bromeliàcies es troben en les zones càlides d'Amèrica (excepte una sola espècie a Àfrica). Una altra espècie emparentada és la molsa espanyola (Tillandsia usneoides , que no creix a Espanya sinó a Amèrica) utilitzat per empacar. |

| ----- | Les rapateàcies són presents en regions tropicals d'Amèrica del Sud i l'oest d'Àfrica. Són herbes en roseta, amb inflorescències capitades a la fi d'un escap, les flors són conspícues, amb sèpals, pètals, i 6 estams, la dehiscència de les anteres és per porus (poricida). |

### Pastura d'ulls grocs
La «pastura d'ulls grocs» (Xyris) i alguns altres gèneres més pertanyen a la família de les xiridàcies. Posseeixen una inflorescència molt característica, que neix d'1 a molts escaps, amb les flors formant un cap com un con o una espiga a la fi de l'escap, amb bràctees persistents imbricades disposades en espiral. Les flors posseeixen 3 sèpals, 3 pètals, 3 estams i usualment 3 estaminodis, i 3 carpels d'ovari súper.
Són plantes característiques de regions humides tropicals a subtropicals, i Xyris sol ser conreada especialment en aquaris. Les vistoses flors de Xyris són efímeres, i les corol·les s'obren usualment per només unes poques hores. Usualment només una o dues flors per cap s'obren al mateix temps. La pol·linització pot ser predominantment completa per abelles emmagatzemadores de pol·len. Els estaminodis, amb els seus pèls, poden facilitar la pol·linització ajuntant el pol·len i presentant a les abelles, o poden enganyar les abelles atraient amb la creença que hi ha pol·len.

### Eriocauloni afins
Les eriocaulácies han estat anomenades «les Compositae de les monocotiledònies» (Compositae és la família del gira-sol i la margarida, el que sembla la flor és en realitat la inflorescència, sent cada "pètal" una flor, i cada llavor una flor). Igual que les compostes, el que sembla la flor és en realitat la inflorescència, a la fi d'un o molts escaps. La inflorescència està envoltada per un involucre de bràctees de consistència de paper. Les flors són petites i moltes vegades posseeixen pèls, posseeixen sèpals (2-3), pètals (2-3), estams (2-6) i carpels (2-3), i els estams i carpels estan clarament exposats, el que suggereix que són pol·linitzades per vent, encara que els nectaris presents a Eriocaulon suggereixen que la pol·linització per insectes també passa, tot i que els visitants semblen ser infreqüents.
Estan presents en regions tropicals i subtropicals, amb unes poques estenent-se en hàbitats temperats, usualment humits.
| Les mayacàcies amb el seu únic gènere, Mayaca, estan distribuïdes principalment en els tròpics d'Amèrica (incloent-hi el sud-est dels Estats Units), amb una sola espècie a Àfrica. Són herbes petites dels aiguamolls, que s'assemblen bastant als licopodis: les seves fulles són nombroses, dentades apicalment, disposades en espiral escampades per la tija. Les seves flors són roses a blanques, i els seus periants estan clarament diferenciades en sèpals i pètals. |

| Les turniàcies són una petita família distribuïda al sud d'Àfrica i a l'Amazones, a la regió de la Guaiana. Poden ser reconegudes per les seves tiges erectes, les seves fulles serrades, i les seves flors pentacícliques amb periant escariós. |

| Els joncs (Juncus) juntament amb altres gèneres que formen la família de les juncàcies, han colonitzat tots els ambients especialment els de les zones temperades, i es pol·linitzen per vent. Les fulles, semblants a les de les pastures, posseeixen beina i làmina, però no tenen lígula. Les inflorescències normalment estan condensades en glomèruls terminals. Molts membres d'aquesta família llueixen superficialment com a pastures, però les flors posseeixen tèpals obvis, les fulles són trístiques, i els fruits són càpsules. |

| Les ciperàcies són plantes graminiformes, moltes d'elles pol·linitzades pel vent. Les tiges solen ser més o menys triangulars en el tall transversal, sense fulles per sobre de la base. La flor no posseeix periant o el posseeix molt reduït a escates, cardes o pèls. La inflorescència bàsica de les ciperàcies és una espigueta, igual que la de les pastures, per això en una època se les creia la família més emparentada amb les pastures, encara que ara se sap que no estan especialment emparentades amb ells (estan més aviat emparentades als joncs). Com passa amb els joncs, les ciperàcies poden ser confoses amb les pastures, però no tenen lígula, les seves fulles són trístiques, i les seves beines són tancades. A més, les flors de les pastures estan tancades per dues bràctees (la lemma i la pàlea) mentre que les de les ciperàcies estan tancades per una sola bràctea. Potser la ciperàcia més utilitzada hagi estat Cyperus papyrus, amb la qual es fabricaven els papirs en l'antic Egipte. |

| Les anartriàcies estan distribuïdes a l'oest d'Austràlia, i fins fa poc s'incloïen els seus gèneres en les restionàcies. Són plantes dioiques amb lígula en les fulles, inflorescència raïmosa, les flors masculines amb pol·len operculat i les femenines amb les peces del gineceu oposades a les del periant extern. Els tres gèneres que la componen (Anarthria, Hopkinsia, Lyginia) estan units per les anàlisis moleculars d'ADN, però són ben distintius morfològicament. |

| Les centrolepidàcies estan distribuïdes a Hainan, Indoxina i Malesia a Nova Zelanda, amb un gènere al sud de Amèrica del Sud (Gaimardia). Són herbes més aviat petites, més o menys cespitoses. La inflorescència neix a la fi d'un escap, i és espigolada o capitada i té involucre. |

| Les restionàcies estan distribuïdes al sud-oest d'Àfrica (inclòs Madagascar), Hainan i el Vietnam a Nova Zelanda (especialment el sud-oest d'Austràlia), i un gènere (Apodasmia) a Xile. Són herbes, de vegades bastant grans, amb fulles bastant reduïdes. Les flors són petites, imperfectes, usualment amb periant, i la inflorescència és una espigueta. |

| Les fragilariàcies, amb el seu únic gènere Flagellaria, estan distribuïdes en els tròpics del Vell Món, fins a les illes de Pacífic. Són plantes semblants a les pastures, robustes, enfiladisses, que poden ser reconegudes per les seves fulles, que acaben en un circell que la planta utilitza per sostenir-se. Les inflorescències són més aviat grans i en forma de panícula, i posseeixen moltes flors petites, perfectes. |

| Les joinvileàcies, amb el seu únic gènere Joinvillea, estan distribuïdes a la península de Malàisia fins al Pacífic. Són plantes semblants a pastures, robustes, amb fulles plicades i inflorescències terminals en forma de panícules, amb flors petites, perfectes, amarronades. |

| Les ecdeiocoleàcies posseeixen dos gèneres monotípics al sud-oest d'Austràlia. Les fulles són reduïdes, amb beina tancada i aurícules. Les plantes són monoiques, amb la tija ramificada, amb inflorescències semblants a les espiguetes, el periant té sis peces en total, sent 4 peces planes i les altres dues conduplicades i formant una quilla. El fruit és sec, amb una sola llavor. |

| Les poàcies, també anomenades gramínies, entre els quals es troben moltes de les farratgeres més importants i els cereals, són la família econòmicament més important de totes les angiospermes. En general són herbes (encara que els bambús poden ser llenyosos i grans), les seves tiges són canyes massisses en els nusos i buides en els entrenusos, les fulles són molt característiques i estan compostes per beina i limbe, entre ells està present una lígula. La inflorescència és també molt característica, és anomenada "espigueta", està tancada als costats per dues bràctees anomenades glumes, i cada flor de l'espigueta està tancada al seu torn per dues bràctees més anomenades lemma i pàlea. El periant de la flor està molt reduït i les anteres són llargues i exposades, i també els estigmes dels carpels, evidenciant la pol·linització per vent que passa a la família. El fruit es diu "gra" o "cariopsi", és un fruit sec indehiscent similar a un aqueni però amb el pericarpi fusionat a la llavor. Les gramínies han conquistat pràcticament tots els hàbitats i regions de la planeta, sent la família dominant de molts ecosistemes, com les praderies i les sabanes. Gramínies importants per a l'alimentació humana són la canya de sucre, el blat, el blat de moro, l'arròs, l'ordi, el sorgo, la civada, el mill. Entre les gramínies utilitzades com farratgeres es troben plantes dels gèneres Bromus, Festuca i Lolium, entre d'altres. |

## Filogènia
El monofiletisme de l'ordre té un bon sosteniment en els anàlisis moleculars d'ADN (Chase et al. 1995, 2000, 2006, Davis  et al.  2004, Graham  et al.  2006, Soltis et al. 2000). Les possibles sinapomorfies morfològiques ja van ser exposades a la secció de caràcters.
Eriocaulaceae, Poaceae, Cyperaceae i Juncaceae almenys tenen arrels laterals que s'originen oposades al floema del teixit vascular, a Restionaceae i Bromeliaceae s'originen oposades a xilema. Almenys alguns grups de Poaceae i Cyperaceae tenen les parets epidèrmiques externes de les seves arrels amb una orientació de la cel·lulosa distintiva, mentre que alguns Typhaceae i Bromeliaceae no les tenen (Kerstens i Verbelen 2002,) però el mostreig encara és molt baix per treure conclusions.
Alguns autors han posat objeccions a la inclusió de tantes famílies a les Poals (per exemple Judd et al  1999, però no en la segona edició de 2002 ni en la tercera de l'any 2007), argumentant que l'ordre és molt gran i divers, però en aquesta època les relacions entre les famílies eren molt imprecises com per justificar el reconeixement d'ordres addicionals extrets d'aquest clade, a més que sí que van ser reconeguts altres ordres, com Asparagals o Commelinàcies, que competien amb Poals en grandària o diversitat, finalment, Poals sensu lato  té una edat comparable a la d'altres clades que també van ser ubicats a la categoria taxonòmica d'ordre, per la qual cosa hauria de ser ubicat en aquesta categoria si es pretén tenir en la mateixa categoria taxonòmica a clades que posseeixin més o menys la mateixa edat (Bremer 2002). Per no reconèixer com a ordre a Poals com aquí circumscrit, Judd et al. (1999) també van haver de reconèixer molts ordres monotípics, com Typhales i Bromeliales. Avui en dia, tant Judd et al. (2007) com a sistemes de classificació moderns com l'APG II (2003) i el APW eb (2001 a endavant), circumscriuen a Poals en sentit ampli, que és com aquí està exposat.
Chase  et al.  (2005) va trobar almenys una mica de suport per a dos subclades que Judd et al. (1999) van reconèixer com ordres: Jonqueres (100% de bootstrap), amb les famílies Cyperaceae, Juncaceae, turniàcia i Poals  sensu stricto (73% de bootstrap), amb les famílies Anarthriaceae, Centrolepidaceae, Flagellariaceae, Join villeaceae, Ecdeiocoleaceae i Poaceae. En edicions posteriors del llibre els clades van ser anomenats "el clade de les ciperàcies / joncs" i "el nucli dels Poals".
Els clades principals de les Poals es representen en el següent cladograma (Judd et al. 2007):
|  | Xyridaceae    |
|  |               |
|  | Eriocaulaceae |
|  |               |

|  | Cyperaceae |
|  |            |
|  | Juncaceae  |
|  |            |

|  | Flagellariaceae                                            |
|  |                                                            |
|  | \| \| Poaceae \| \| \| \| \| \| Joinvilleaceae \| \| \| \| |
|  |                                                            |
|  | Poaceae                                                    |
|  |                                                            |
|  | Joinvilleaceae                                             |
|  |                                                            |

|  | Poaceae        |
|  |                |
|  | Joinvilleaceae |
|  |                |

|  | Flagellariaceae                                            |
|  |                                                            |
|  | \| \| Poaceae \| \| \| \| \| \| Joinvilleaceae \| \| \| \| |
|  |                                                            |
|  | Poaceae                                                    |
|  |                                                            |
|  | Joinvilleaceae                                             |
|  |                                                            |

|  | Poaceae        |
|  |                |
|  | Joinvilleaceae |
|  |                |

|  | Xyridaceae    |
|  |               |
|  | Eriocaulaceae |
|  |               |

|  | Cyperaceae |
|  |            |
|  | Juncaceae  |
|  |            |

|  | Flagellariaceae                                            |
|  |                                                            |
|  | \| \| Poaceae \| \| \| \| \| \| Joinvilleaceae \| \| \| \| |
|  |                                                            |
|  | Poaceae                                                    |
|  |                                                            |
|  | Joinvilleaceae                                             |
|  |                                                            |

|  | Poaceae        |
|  |                |
|  | Joinvilleaceae |
|  |                |

|  | Flagellariaceae                                            |
|  |                                                            |
|  | \| \| Poaceae \| \| \| \| \| \| Joinvilleaceae \| \| \| \| |
|  |                                                            |
|  | Poaceae                                                    |
|  |                                                            |
|  | Joinvilleaceae                                             |
|  |                                                            |

|  | Poaceae        |
|  |                |
|  | Joinvilleaceae |
|  |                |

|  | Xyridaceae    |
|  |               |
|  | Eriocaulaceae |
|  |               |

|  | Cyperaceae |
|  |            |
|  | Juncaceae  |
|  |            |

|  | Flagellariaceae                                            |
|  |                                                            |
|  | \| \| Poaceae \| \| \| \| \| \| Joinvilleaceae \| \| \| \| |
|  |                                                            |
|  | Poaceae                                                    |
|  |                                                            |
|  | Joinvilleaceae                                             |
|  |                                                            |

|  | Poaceae        |
|  |                |
|  | Joinvilleaceae |
|  |                |

|  | Flagellariaceae                                            |
|  |                                                            |
|  | \| \| Poaceae \| \| \| \| \| \| Joinvilleaceae \| \| \| \| |
|  |                                                            |
|  | Poaceae                                                    |
|  |                                                            |
|  | Joinvilleaceae                                             |
|  |                                                            |

|  | Poaceae        |
|  |                |
|  | Joinvilleaceae |
|  |                |

|  | Xyridaceae    |
|  |               |
|  | Eriocaulaceae |
|  |               |

|  | Cyperaceae |
|  |            |
|  | Juncaceae  |
|  |            |

|  | Flagellariaceae                                            |
|  |                                                            |
|  | \| \| Poaceae \| \| \| \| \| \| Joinvilleaceae \| \| \| \| |
|  |                                                            |
|  | Poaceae                                                    |
|  |                                                            |
|  | Joinvilleaceae                                             |
|  |                                                            |

|  | Poaceae        |
|  |                |
|  | Joinvilleaceae |
|  |                |

|  | Flagellariaceae                                            |
|  |                                                            |
|  | \| \| Poaceae \| \| \| \| \| \| Joinvilleaceae \| \| \| \| |
|  |                                                            |
|  | Poaceae                                                    |
|  |                                                            |
|  | Joinvilleaceae                                             |
|  |                                                            |

|  | Poaceae        |
|  |                |
|  | Joinvilleaceae |
|  |                |

El cladograma complet, segons el APWeb (a gener de 2009):
|  | Typhaceae (Typha + Sparganium) |
|  |                                |
|  | Bromeliaceae                   |
|  |                                |

|  | Xyridaceae    |
|  |               |
|  | Eriocaulaceae |
|  |               |

|  | Thurniaceae                                              |
|  |                                                          |
|  | \| \| Cyperaceae \| \| \| \| \| \| Juncaceae \| \| \| \| |
|  |                                                          |
|  | Cyperaceae                                               |
|  |                                                          |
|  | Juncaceae                                                |
|  |                                                          |

|  | Cyperaceae |
|  |            |
|  | Juncaceae  |
|  |            |

|  | Anarthriaceae                                                     |
|  |                                                                   |
|  | \| \| Centrolepidaceae \| \| \| \| \| \| Restionaceae \| \| \| \| |
|  |                                                                   |
|  | Centrolepidaceae                                                  |
|  |                                                                   |
|  | Restionaceae                                                      |
|  |                                                                   |

|  | Centrolepidaceae |
|  |                  |
|  | Restionaceae     |
|  |                  |

|  | \| \| Joinvilleaceae \| \| \| \| \| \| Ecdeiocoleaceae \| \| \| \| |
|  |                                                                    |
|  | Poaceae                                                            |
|  |                                                                    |
|  | Joinvilleaceae                                                     |
|  |                                                                    |
|  | Ecdeiocoleaceae                                                    |
|  |                                                                    |

|  | Joinvilleaceae  |
|  |                 |
|  | Ecdeiocoleaceae |
|  |                 |

|  | \| \| Joinvilleaceae \| \| \| \| \| \| Ecdeiocoleaceae \| \| \| \| |
|  |                                                                    |
|  | Poaceae                                                            |
|  |                                                                    |
|  | Joinvilleaceae                                                     |
|  |                                                                    |
|  | Ecdeiocoleaceae                                                    |
|  |                                                                    |

|  | Joinvilleaceae  |
|  |                 |
|  | Ecdeiocoleaceae |
|  |                 |

|  | Anarthriaceae                                                     |
|  |                                                                   |
|  | \| \| Centrolepidaceae \| \| \| \| \| \| Restionaceae \| \| \| \| |
|  |                                                                   |
|  | Centrolepidaceae                                                  |
|  |                                                                   |
|  | Restionaceae                                                      |
|  |                                                                   |

|  | Centrolepidaceae |
|  |                  |
|  | Restionaceae     |
|  |                  |

|  | \| \| Joinvilleaceae \| \| \| \| \| \| Ecdeiocoleaceae \| \| \| \| |
|  |                                                                    |
|  | Poaceae                                                            |
|  |                                                                    |
|  | Joinvilleaceae                                                     |
|  |                                                                    |
|  | Ecdeiocoleaceae                                                    |
|  |                                                                    |

|  | Joinvilleaceae  |
|  |                 |
|  | Ecdeiocoleaceae |
|  |                 |

|  | \| \| Joinvilleaceae \| \| \| \| \| \| Ecdeiocoleaceae \| \| \| \| |
|  |                                                                    |
|  | Poaceae                                                            |
|  |                                                                    |
|  | Joinvilleaceae                                                     |
|  |                                                                    |
|  | Ecdeiocoleaceae                                                    |
|  |                                                                    |

|  | Joinvilleaceae  |
|  |                 |
|  | Ecdeiocoleaceae |
|  |                 |

|  | Xyridaceae    |
|  |               |
|  | Eriocaulaceae |
|  |               |

|  | Thurniaceae                                              |
|  |                                                          |
|  | \| \| Cyperaceae \| \| \| \| \| \| Juncaceae \| \| \| \| |
|  |                                                          |
|  | Cyperaceae                                               |
|  |                                                          |
|  | Juncaceae                                                |
|  |                                                          |

|  | Cyperaceae |
|  |            |
|  | Juncaceae  |
|  |            |

|  | Anarthriaceae                                                     |
|  |                                                                   |
|  | \| \| Centrolepidaceae \| \| \| \| \| \| Restionaceae \| \| \| \| |
|  |                                                                   |
|  | Centrolepidaceae                                                  |
|  |                                                                   |
|  | Restionaceae                                                      |
|  |                                                                   |

|  | Centrolepidaceae |
|  |                  |
|  | Restionaceae     |
|  |                  |

|  | \| \| Joinvilleaceae \| \| \| \| \| \| Ecdeiocoleaceae \| \| \| \| |
|  |                                                                    |
|  | Poaceae                                                            |
|  |                                                                    |
|  | Joinvilleaceae                                                     |
|  |                                                                    |
|  | Ecdeiocoleaceae                                                    |
|  |                                                                    |

|  | Joinvilleaceae  |
|  |                 |
|  | Ecdeiocoleaceae |
|  |                 |

|  | \| \| Joinvilleaceae \| \| \| \| \| \| Ecdeiocoleaceae \| \| \| \| |
|  |                                                                    |
|  | Poaceae                                                            |
|  |                                                                    |
|  | Joinvilleaceae                                                     |
|  |                                                                    |
|  | Ecdeiocoleaceae                                                    |
|  |                                                                    |

|  | Joinvilleaceae  |
|  |                 |
|  | Ecdeiocoleaceae |
|  |                 |

|  | Anarthriaceae                                                     |
|  |                                                                   |
|  | \| \| Centrolepidaceae \| \| \| \| \| \| Restionaceae \| \| \| \| |
|  |                                                                   |
|  | Centrolepidaceae                                                  |
|  |                                                                   |
|  | Restionaceae                                                      |
|  |                                                                   |

|  | Centrolepidaceae |
|  |                  |
|  | Restionaceae     |
|  |                  |

|  | \| \| Joinvilleaceae \| \| \| \| \| \| Ecdeiocoleaceae \| \| \| \| |
|  |                                                                    |
|  | Poaceae                                                            |
|  |                                                                    |
|  | Joinvilleaceae                                                     |
|  |                                                                    |
|  | Ecdeiocoleaceae                                                    |
|  |                                                                    |

|  | Joinvilleaceae  |
|  |                 |
|  | Ecdeiocoleaceae |
|  |                 |

|  | \| \| Joinvilleaceae \| \| \| \| \| \| Ecdeiocoleaceae \| \| \| \| |
|  |                                                                    |
|  | Poaceae                                                            |
|  |                                                                    |
|  | Joinvilleaceae                                                     |
|  |                                                                    |
|  | Ecdeiocoleaceae                                                    |
|  |                                                                    |

|  | Joinvilleaceae  |
|  |                 |
|  | Ecdeiocoleaceae |
|  |                 |

|  | Xyridaceae    |
|  |               |
|  | Eriocaulaceae |
|  |               |

|  | Thurniaceae                                              |
|  |                                                          |
|  | \| \| Cyperaceae \| \| \| \| \| \| Juncaceae \| \| \| \| |
|  |                                                          |
|  | Cyperaceae                                               |
|  |                                                          |
|  | Juncaceae                                                |
|  |                                                          |

|  | Cyperaceae |
|  |            |
|  | Juncaceae  |
|  |            |

|  | Anarthriaceae                                                     |
|  |                                                                   |
|  | \| \| Centrolepidaceae \| \| \| \| \| \| Restionaceae \| \| \| \| |
|  |                                                                   |
|  | Centrolepidaceae                                                  |
|  |                                                                   |
|  | Restionaceae                                                      |
|  |                                                                   |

|  | Centrolepidaceae |
|  |                  |
|  | Restionaceae     |
|  |                  |

|  | \| \| Joinvilleaceae \| \| \| \| \| \| Ecdeiocoleaceae \| \| \| \| |
|  |                                                                    |
|  | Poaceae                                                            |
|  |                                                                    |
|  | Joinvilleaceae                                                     |
|  |                                                                    |
|  | Ecdeiocoleaceae                                                    |
|  |                                                                    |

|  | Joinvilleaceae  |
|  |                 |
|  | Ecdeiocoleaceae |
|  |                 |

|  | \| \| Joinvilleaceae \| \| \| \| \| \| Ecdeiocoleaceae \| \| \| \| |
|  |                                                                    |
|  | Poaceae                                                            |
|  |                                                                    |
|  | Joinvilleaceae                                                     |
|  |                                                                    |
|  | Ecdeiocoleaceae                                                    |
|  |                                                                    |

|  | Joinvilleaceae  |
|  |                 |
|  | Ecdeiocoleaceae |
|  |                 |

|  | Anarthriaceae                                                     |
|  |                                                                   |
|  | \| \| Centrolepidaceae \| \| \| \| \| \| Restionaceae \| \| \| \| |
|  |                                                                   |
|  | Centrolepidaceae                                                  |
|  |                                                                   |
|  | Restionaceae                                                      |
|  |                                                                   |

|  | Centrolepidaceae |
|  |                  |
|  | Restionaceae     |
|  |                  |

|  | \| \| Joinvilleaceae \| \| \| \| \| \| Ecdeiocoleaceae \| \| \| \| |
|  |                                                                    |
|  | Poaceae                                                            |
|  |                                                                    |
|  | Joinvilleaceae                                                     |
|  |                                                                    |
|  | Ecdeiocoleaceae                                                    |
|  |                                                                    |

|  | Joinvilleaceae  |
|  |                 |
|  | Ecdeiocoleaceae |
|  |                 |

|  | \| \| Joinvilleaceae \| \| \| \| \| \| Ecdeiocoleaceae \| \| \| \| |
|  |                                                                    |
|  | Poaceae                                                            |
|  |                                                                    |
|  | Joinvilleaceae                                                     |
|  |                                                                    |
|  | Ecdeiocoleaceae                                                    |
|  |                                                                    |

|  | Joinvilleaceae  |
|  |                 |
|  | Ecdeiocoleaceae |
|  |                 |

|  | Xyridaceae    |
|  |               |
|  | Eriocaulaceae |
|  |               |

|  | Thurniaceae                                              |
|  |                                                          |
|  | \| \| Cyperaceae \| \| \| \| \| \| Juncaceae \| \| \| \| |
|  |                                                          |
|  | Cyperaceae                                               |
|  |                                                          |
|  | Juncaceae                                                |
|  |                                                          |

|  | Cyperaceae |
|  |            |
|  | Juncaceae  |
|  |            |

|  | Anarthriaceae                                                     |
|  |                                                                   |
|  | \| \| Centrolepidaceae \| \| \| \| \| \| Restionaceae \| \| \| \| |
|  |                                                                   |
|  | Centrolepidaceae                                                  |
|  |                                                                   |
|  | Restionaceae                                                      |
|  |                                                                   |

|  | Centrolepidaceae |
|  |                  |
|  | Restionaceae     |
|  |                  |

|  | \| \| Joinvilleaceae \| \| \| \| \| \| Ecdeiocoleaceae \| \| \| \| |
|  |                                                                    |
|  | Poaceae                                                            |
|  |                                                                    |
|  | Joinvilleaceae                                                     |
|  |                                                                    |
|  | Ecdeiocoleaceae                                                    |
|  |                                                                    |

|  | Joinvilleaceae  |
|  |                 |
|  | Ecdeiocoleaceae |
|  |                 |

|  | \| \| Joinvilleaceae \| \| \| \| \| \| Ecdeiocoleaceae \| \| \| \| |
|  |                                                                    |
|  | Poaceae                                                            |
|  |                                                                    |
|  | Joinvilleaceae                                                     |
|  |                                                                    |
|  | Ecdeiocoleaceae                                                    |
|  |                                                                    |

|  | Joinvilleaceae  |
|  |                 |
|  | Ecdeiocoleaceae |
|  |                 |

|  | Anarthriaceae                                                     |
|  |                                                                   |
|  | \| \| Centrolepidaceae \| \| \| \| \| \| Restionaceae \| \| \| \| |
|  |                                                                   |
|  | Centrolepidaceae                                                  |
|  |                                                                   |
|  | Restionaceae                                                      |
|  |                                                                   |

|  | Centrolepidaceae |
|  |                  |
|  | Restionaceae     |
|  |                  |

|  | \| \| Joinvilleaceae \| \| \| \| \| \| Ecdeiocoleaceae \| \| \| \| |
|  |                                                                    |
|  | Poaceae                                                            |
|  |                                                                    |
|  | Joinvilleaceae                                                     |
|  |                                                                    |
|  | Ecdeiocoleaceae                                                    |
|  |                                                                    |

|  | Joinvilleaceae  |
|  |                 |
|  | Ecdeiocoleaceae |
|  |                 |

|  | \| \| Joinvilleaceae \| \| \| \| \| \| Ecdeiocoleaceae \| \| \| \| |
|  |                                                                    |
|  | Poaceae                                                            |
|  |                                                                    |
|  | Joinvilleaceae                                                     |
|  |                                                                    |
|  | Ecdeiocoleaceae                                                    |
|  |                                                                    |

|  | Joinvilleaceae  |
|  |                 |
|  | Ecdeiocoleaceae |
|  |                 |

|  | Typhaceae (Typha + Sparganium) |
|  |                                |
|  | Bromeliaceae                   |
|  |                                |

|  | Xyridaceae    |
|  |               |
|  | Eriocaulaceae |
|  |               |

|  | Thurniaceae                                              |
|  |                                                          |
|  | \| \| Cyperaceae \| \| \| \| \| \| Juncaceae \| \| \| \| |
|  |                                                          |
|  | Cyperaceae                                               |
|  |                                                          |
|  | Juncaceae                                                |
|  |                                                          |

|  | Cyperaceae |
|  |            |
|  | Juncaceae  |
|  |            |

|  | Anarthriaceae                                                     |
|  |                                                                   |
|  | \| \| Centrolepidaceae \| \| \| \| \| \| Restionaceae \| \| \| \| |
|  |                                                                   |
|  | Centrolepidaceae                                                  |
|  |                                                                   |
|  | Restionaceae                                                      |
|  |                                                                   |

|  | Centrolepidaceae |
|  |                  |
|  | Restionaceae     |
|  |                  |

|  | \| \| Joinvilleaceae \| \| \| \| \| \| Ecdeiocoleaceae \| \| \| \| |
|  |                                                                    |
|  | Poaceae                                                            |
|  |                                                                    |
|  | Joinvilleaceae                                                     |
|  |                                                                    |
|  | Ecdeiocoleaceae                                                    |
|  |                                                                    |

|  | Joinvilleaceae  |
|  |                 |
|  | Ecdeiocoleaceae |
|  |                 |

|  | \| \| Joinvilleaceae \| \| \| \| \| \| Ecdeiocoleaceae \| \| \| \| |
|  |                                                                    |
|  | Poaceae                                                            |
|  |                                                                    |
|  | Joinvilleaceae                                                     |
|  |                                                                    |
|  | Ecdeiocoleaceae                                                    |
|  |                                                                    |

|  | Joinvilleaceae  |
|  |                 |
|  | Ecdeiocoleaceae |
|  |                 |

|  | Anarthriaceae                                                     |
|  |                                                                   |
|  | \| \| Centrolepidaceae \| \| \| \| \| \| Restionaceae \| \| \| \| |
|  |                                                                   |
|  | Centrolepidaceae                                                  |
|  |                                                                   |
|  | Restionaceae                                                      |
|  |                                                                   |

|  | Centrolepidaceae |
|  |                  |
|  | Restionaceae     |
|  |                  |

|  | \| \| Joinvilleaceae \| \| \| \| \| \| Ecdeiocoleaceae \| \| \| \| |
|  |                                                                    |
|  | Poaceae                                                            |
|  |                                                                    |
|  | Joinvilleaceae                                                     |
|  |                                                                    |
|  | Ecdeiocoleaceae                                                    |
|  |                                                                    |

|  | Joinvilleaceae  |
|  |                 |
|  | Ecdeiocoleaceae |
|  |                 |

|  | \| \| Joinvilleaceae \| \| \| \| \| \| Ecdeiocoleaceae \| \| \| \| |
|  |                                                                    |
|  | Poaceae                                                            |
|  |                                                                    |
|  | Joinvilleaceae                                                     |
|  |                                                                    |
|  | Ecdeiocoleaceae                                                    |
|  |                                                                    |

|  | Joinvilleaceae  |
|  |                 |
|  | Ecdeiocoleaceae |
|  |                 |

|  | Xyridaceae    |
|  |               |
|  | Eriocaulaceae |
|  |               |

|  | Thurniaceae                                              |
|  |                                                          |
|  | \| \| Cyperaceae \| \| \| \| \| \| Juncaceae \| \| \| \| |
|  |                                                          |
|  | Cyperaceae                                               |
|  |                                                          |
|  | Juncaceae                                                |
|  |                                                          |

|  | Cyperaceae |
|  |            |
|  | Juncaceae  |
|  |            |

|  | Anarthriaceae                                                     |
|  |                                                                   |
|  | \| \| Centrolepidaceae \| \| \| \| \| \| Restionaceae \| \| \| \| |
|  |                                                                   |
|  | Centrolepidaceae                                                  |
|  |                                                                   |
|  | Restionaceae                                                      |
|  |                                                                   |

|  | Centrolepidaceae |
|  |                  |
|  | Restionaceae     |
|  |                  |

|  | \| \| Joinvilleaceae \| \| \| \| \| \| Ecdeiocoleaceae \| \| \| \| |
|  |                                                                    |
|  | Poaceae                                                            |
|  |                                                                    |
|  | Joinvilleaceae                                                     |
|  |                                                                    |
|  | Ecdeiocoleaceae                                                    |
|  |                                                                    |

|  | Joinvilleaceae  |
|  |                 |
|  | Ecdeiocoleaceae |
|  |                 |

|  | \| \| Joinvilleaceae \| \| \| \| \| \| Ecdeiocoleaceae \| \| \| \| |
|  |                                                                    |
|  | Poaceae                                                            |
|  |                                                                    |
|  | Joinvilleaceae                                                     |
|  |                                                                    |
|  | Ecdeiocoleaceae                                                    |
|  |                                                                    |

|  | Joinvilleaceae  |
|  |                 |
|  | Ecdeiocoleaceae |
|  |                 |

|  | Anarthriaceae                                                     |
|  |                                                                   |
|  | \| \| Centrolepidaceae \| \| \| \| \| \| Restionaceae \| \| \| \| |
|  |                                                                   |
|  | Centrolepidaceae                                                  |
|  |                                                                   |
|  | Restionaceae                                                      |
|  |                                                                   |

|  | Centrolepidaceae |
|  |                  |
|  | Restionaceae     |
|  |                  |

|  | \| \| Joinvilleaceae \| \| \| \| \| \| Ecdeiocoleaceae \| \| \| \| |
|  |                                                                    |
|  | Poaceae                                                            |
|  |                                                                    |
|  | Joinvilleaceae                                                     |
|  |                                                                    |
|  | Ecdeiocoleaceae                                                    |
|  |                                                                    |

|  | Joinvilleaceae  |
|  |                 |
|  | Ecdeiocoleaceae |
|  |                 |

|  | \| \| Joinvilleaceae \| \| \| \| \| \| Ecdeiocoleaceae \| \| \| \| |
|  |                                                                    |
|  | Poaceae                                                            |
|  |                                                                    |
|  | Joinvilleaceae                                                     |
|  |                                                                    |
|  | Ecdeiocoleaceae                                                    |
|  |                                                                    |

|  | Joinvilleaceae  |
|  |                 |
|  | Ecdeiocoleaceae |
|  |                 |

|  | Xyridaceae    |
|  |               |
|  | Eriocaulaceae |
|  |               |

|  | Thurniaceae                                              |
|  |                                                          |
|  | \| \| Cyperaceae \| \| \| \| \| \| Juncaceae \| \| \| \| |
|  |                                                          |
|  | Cyperaceae                                               |
|  |                                                          |
|  | Juncaceae                                                |
|  |                                                          |

|  | Cyperaceae |
|  |            |
|  | Juncaceae  |
|  |            |

|  | Anarthriaceae                                                     |
|  |                                                                   |
|  | \| \| Centrolepidaceae \| \| \| \| \| \| Restionaceae \| \| \| \| |
|  |                                                                   |
|  | Centrolepidaceae                                                  |
|  |                                                                   |
|  | Restionaceae                                                      |
|  |                                                                   |

|  | Centrolepidaceae |
|  |                  |
|  | Restionaceae     |
|  |                  |

|  | \| \| Joinvilleaceae \| \| \| \| \| \| Ecdeiocoleaceae \| \| \| \| |
|  |                                                                    |
|  | Poaceae                                                            |
|  |                                                                    |
|  | Joinvilleaceae                                                     |
|  |                                                                    |
|  | Ecdeiocoleaceae                                                    |
|  |                                                                    |

|  | Joinvilleaceae  |
|  |                 |
|  | Ecdeiocoleaceae |
|  |                 |

|  | \| \| Joinvilleaceae \| \| \| \| \| \| Ecdeiocoleaceae \| \| \| \| |
|  |                                                                    |
|  | Poaceae                                                            |
|  |                                                                    |
|  | Joinvilleaceae                                                     |
|  |                                                                    |
|  | Ecdeiocoleaceae                                                    |
|  |                                                                    |

|  | Joinvilleaceae  |
|  |                 |
|  | Ecdeiocoleaceae |
|  |                 |

|  | Anarthriaceae                                                     |
|  |                                                                   |
|  | \| \| Centrolepidaceae \| \| \| \| \| \| Restionaceae \| \| \| \| |
|  |                                                                   |
|  | Centrolepidaceae                                                  |
|  |                                                                   |
|  | Restionaceae                                                      |
|  |                                                                   |

|  | Centrolepidaceae |
|  |                  |
|  | Restionaceae     |
|  |                  |

|  | \| \| Joinvilleaceae \| \| \| \| \| \| Ecdeiocoleaceae \| \| \| \| |
|  |                                                                    |
|  | Poaceae                                                            |
|  |                                                                    |
|  | Joinvilleaceae                                                     |
|  |                                                                    |
|  | Ecdeiocoleaceae                                                    |
|  |                                                                    |

|  | Joinvilleaceae  |
|  |                 |
|  | Ecdeiocoleaceae |
|  |                 |

|  | \| \| Joinvilleaceae \| \| \| \| \| \| Ecdeiocoleaceae \| \| \| \| |
|  |                                                                    |
|  | Poaceae                                                            |
|  |                                                                    |
|  | Joinvilleaceae                                                     |
|  |                                                                    |
|  | Ecdeiocoleaceae                                                    |
|  |                                                                    |

|  | Joinvilleaceae  |
|  |                 |
|  | Ecdeiocoleaceae |
|  |                 |

|  | Xyridaceae    |
|  |               |
|  | Eriocaulaceae |
|  |               |

|  | Thurniaceae                                              |
|  |                                                          |
|  | \| \| Cyperaceae \| \| \| \| \| \| Juncaceae \| \| \| \| |
|  |                                                          |
|  | Cyperaceae                                               |
|  |                                                          |
|  | Juncaceae                                                |
|  |                                                          |

|  | Cyperaceae |
|  |            |
|  | Juncaceae  |
|  |            |

|  | Anarthriaceae                                                     |
|  |                                                                   |
|  | \| \| Centrolepidaceae \| \| \| \| \| \| Restionaceae \| \| \| \| |
|  |                                                                   |
|  | Centrolepidaceae                                                  |
|  |                                                                   |
|  | Restionaceae                                                      |
|  |                                                                   |

|  | Centrolepidaceae |
|  |                  |
|  | Restionaceae     |
|  |                  |

|  | \| \| Joinvilleaceae \| \| \| \| \| \| Ecdeiocoleaceae \| \| \| \| |
|  |                                                                    |
|  | Poaceae                                                            |
|  |                                                                    |
|  | Joinvilleaceae                                                     |
|  |                                                                    |
|  | Ecdeiocoleaceae                                                    |
|  |                                                                    |

|  | Joinvilleaceae  |
|  |                 |
|  | Ecdeiocoleaceae |
|  |                 |

|  | \| \| Joinvilleaceae \| \| \| \| \| \| Ecdeiocoleaceae \| \| \| \| |
|  |                                                                    |
|  | Poaceae                                                            |
|  |                                                                    |
|  | Joinvilleaceae                                                     |
|  |                                                                    |
|  | Ecdeiocoleaceae                                                    |
|  |                                                                    |

|  | Joinvilleaceae  |
|  |                 |
|  | Ecdeiocoleaceae |
|  |                 |

|  | Anarthriaceae                                                     |
|  |                                                                   |
|  | \| \| Centrolepidaceae \| \| \| \| \| \| Restionaceae \| \| \| \| |
|  |                                                                   |
|  | Centrolepidaceae                                                  |
|  |                                                                   |
|  | Restionaceae                                                      |
|  |                                                                   |

|  | Centrolepidaceae |
|  |                  |
|  | Restionaceae     |
|  |                  |

|  | \| \| Joinvilleaceae \| \| \| \| \| \| Ecdeiocoleaceae \| \| \| \| |
|  |                                                                    |
|  | Poaceae                                                            |
|  |                                                                    |
|  | Joinvilleaceae                                                     |
|  |                                                                    |
|  | Ecdeiocoleaceae                                                    |
|  |                                                                    |

|  | Joinvilleaceae  |
|  |                 |
|  | Ecdeiocoleaceae |
|  |                 |

|  | \| \| Joinvilleaceae \| \| \| \| \| \| Ecdeiocoleaceae \| \| \| \| |
|  |                                                                    |
|  | Poaceae                                                            |
|  |                                                                    |
|  | Joinvilleaceae                                                     |
|  |                                                                    |
|  | Ecdeiocoleaceae                                                    |
|  |                                                                    |

|  | Joinvilleaceae  |
|  |                 |
|  | Ecdeiocoleaceae |
|  |                 |

### Famílies basals: Typhaceaesensu lato, Bromeliaceae
Bromeliàcies ha estat vista durant molt de temps com una família aïllada amb relacions poc clares (Dahlgren et al  1985), que a través del seu morfològicament similar (però ara se sap que llunyanament emparentada) Velloziaceae podria haver estat associada a les lilioides, o potser, si hagués estat emparentada amb Haemodoraceae i Pontederiaceae, com alguns suposaven, podia haver estat associada amb Commelinàcies, o potser també, a través d'Eriocaulaceae i Xyridaceae, a Poals. Com efectivament es va demostrar que és un membre del clade basal de Poals, les seves similituds amb Lilials i Commelinàcies han de ser probablement simplesiomorfíes. Les bromeliàcies són herbes arrosetadas, moltes vegades epífites amb pèls lepidots i flors bracteades.
Typha i Sparganium van ser situades en les seves pròpies famílies monogenériques pel APG II (2003,) però alguns autors (Kubitzki 1998b, Judd et al. 2002, 2007, APW eb visitat el 2009) les combinen en Typhaceae sensu lato, la circumscripció presentada aquí, ja que presenten molts caràcters morfològics compartits. Els dos gèneres són herbes rizomatoses, emergents o de tolls i cursos d'aigua, amb fulles dístiques i flors petites i nombrosíssimes disposades en inflorescències complexes, sempre les flors femenines estan per sota de les masculines.
Typhaceae sensu lato i Bromeliaceae estan aïllades i probablement representen clades que van divergir aviat dins de l'ordre. Bremer (2002) va determinar que Typhaceae sensu lato era el clade germà de Bromeliaceae. Els caràcters que uneixen les bromeliàcies amb les tifàcies en sentit ampli inclouen la pèrdua del gen mitocondrial  sdh4 (Adams  et al.  2002), una deleció de 3 nucleòtids en el gen  atpA (Davis et al. 2004), la formació d'un endosperma helobial i el tapet ameboide. Les diferències principals són que Typhaceae és pol·linitzada per vent, mentre que Bromeliaceae ho és per insectes. Aquestes famílies formen un clade en les anàlisis moleculars, però el suport bootstrap no és molt alt (però vegeu també Givnish et al. 2005, 2008; comparar amb Givnish et al. 2006) El patró general de transferència de gens del mitocondri al nucli és interessant i suggereix que [Bromeliaceae + Typhaceae ] és un clade germà de la resta de les Poals (Adams i Palmer 2003).
Bromeliaceae,  Sparganium  i  Typha  són moltes vegades branques basals de Poals (Givnish et al. 2005, 2008, també Graham  et al.  2006). Graham  et al.  (2006) també van trobar una taxa de canvi accelerada en els gens cloroplastídics que van seqüenciar de Poals, però no en cap d'aquestes tres famílies.

### Rapateaceae
Els caràcters que caracteritzen el clade que segueix al despreniment de [Typhaceae + Bromeliaceae ] són: poca acumulació d'oxalat i l'embrió diminut i més o menys indiferenciat.
L'exacta condició de l'embrió de l'ancestre d'aquest grup és poc clara. Malcomber et al. (2006) va descriure l'embrió de Joinvilleaceae i Ecdeiocoleaceae com indiferenciat, els embrions de Centrolepidaceae semblen ser indiferenciats (Hamann 1975), els de Restionaceae, llargament indiferenciats (Linder et al. 1998a, b, c), els de Mayacaceae, indiferenciats (Stevenson 1998), els d'Eriocaulaceae, "pobrament diferenciats" o "sense diferenciació exomorfológica" (Stützel 1998). Els embrions del grup Cyperaceae són descrits com petits, però són més o menys diferenciats. Més enllà de l'estat de diferenciació, l'embrió és ample.
Per a l'acumulació d'oxalat, vegeu Zindler-Frank (1976), a la data d'edició d'aquest article (gener de 2009) no es coneix l'acumulació d'oxalat a Xyridaceae ni Eriocaulaceae (l'últim almenys té cristalls d'oxalat de calci) ni en les famílies més petites del clade Anarthriaceae - Poacaeae.
Rapateaceae són herbes arrosetades que poden aconseguir grandàries enormes, les seves flors estan disposades en inflorescències a la fi d'un escap, les flors són grans amb dos verticils de periant-sis anteres de dehiscència poricida. A causa dels seus caràcters morfològics molts autors la van comparar amb Xyridaceae (com Cronquist 1981, Dahlgren et al. 1985), però avui en dia està clara la seva posició com a germana del clade que conté a totes les Poals excepte Typhaceae i Bromeliaceae (és a dir, Xyridaceae, Cyperaceae, Poaceae i famílies afins); la qual cosa indica que els seus semblants són Xyridaceae amb paral·lelismes. En algunes anàlisis Rapateaceae va arribar a aparèixer com a germana dels altres Poals (per exemple en Davis et al. 2004), però el suport era molt baix. Rapateaceae té una distribució molt particular: es troba en àrees aïllades de Sud-amèrica i l'oest d'Àfrica, aquesta distribució s'assembla a la de Bromeliaceae i de la de Xyridaceae. Bromeliaceae i Rapateaceae posseeixen nectaris septals.

### Poals no basals
El clade que segueix al despreniment de les rapateàcies està ben sostingut per les anàlisis moleculars d'ADN. No és clar quins són els caràcters fora dels d'ADN que uneixin a aquest clade, poden esmentar-se el pol·len trinucleat, l'absència de nectaris septals i els òvuls tenuinucelats, i potser també la presència d'isoflavonoides. Dins d'aquest clade bastant gran, s'albiren diversos subclades ben definits: (Xyridaceae + Eriocaulaceae), l'enigmàtica Mayacaceae, el clade de les ciperàcies-joncs, i el nucli dels Poals. Abans també s'incloïa aquí a Hydatellaceae, una altra enigmàtica família.
Hi ha suport per a unir a totes aquestes famílies en un clade (Givnish et al. 2005, Chase et al. 2006), la qual cosa pot ser compatible amb la distribució de la deleció de la repetició inversa ORF 2280 del genoma del cloroplast i l'absència d'un gen complet accD (Hahn et al. 1995, Katayama i Ogihara 1996).
El clade [Xyridaceae + Eriocaulaceae], la família Mayacaceae i el clade de les ciperàcies-joncs, podrien formar un clade. Els caràcters que l'unirien serien la presència de flavonoides, els fulls de disposició espiral, les anteres basifixes, el calze persistent en el fruit, les delecions en la regió genòmica ORF 2280, la pèrdua del gen cloroplastídic  accD i la pèrdua del gen mitocondrial  sdh4. Kubitzki 1998c, va incloure les 3 primeres famílies en Xyridals, que també incloïa a Rapateaceae). Per a les tres primeres hi havia alguna cosa d'evidència, i només potser, però sense molta probabilitat, es podia incloure a Rapateaceae, en Givnish et al. (2005). Bremer (2002) va notar que Mayacaceae (i Hydatellaceae) podia estar associada dèbilment a Xyridaceae o Eriocaulaceae, però depenia de quins taxons eren inclosos en l'anàlisi, i hi havia una sèrie de braços llargs en aquesta àrea de l'arbre pel qual va decidir excloure aquestes dues famílies de la seva anàlisi final. Davis et al. (2004) van trobar un conjunt més complex de relacions, però amb baix suport. Algunes anàlisis s'associen a Mayacaceae amb Rapateaceae, i els dos tenen anteres poricides. Campbell et al. (2001) van trobar a Mayacaceae associada amb [ Eriocaulaceae + Xyridaceae ]. En conclusió, les relacions en aquesta secció de l'arbre romanen poc clares.

### Xyridaceae + Eriocaulaceae
Eriocaulaceae ("les Compositae de les monocotiledònies") i Xyridaceae (la pastura d'ulls grocs) estan unides pels seus caràcters d'ADN, però també van ser àmpliament reconegudes com clade en el passat a causa dels seus caràcters morfològics: el seu hàbit distintiu (són plantes en roseta amb un agregat dens de flors en un escap), les seves fulles estrictament basals amb estomes paracítics, les inflorescències capitades amb flors dímeres, el periant que consta de calze i corol·la, les anteres adnates a la corol·la, el pol·len espinulada / equinada, i els òvuls amb megasporangi de paret prima (Dahlgren et al. 1985, Linder i Kellogg 1995).
Cal notar que Eriocaulaceae té un escap sense bràctees (és a dir, és un "escap veritable"), mentre que l'escap de Xyridaceae pot tenir bràctees de la meitat cap amunt.

### Hydatellaceae
Hydatellaceae era considerada un membre de les Poals, però era difícil de situar en l'arbre filogenètic: Bremer (2002) va tenir dificultats obtenint seqüències d'ADN d'aquesta família, i també les va tenir Chase et al. (2005). Hydatellaceae és una família anòmala en molts caràcters: les inflorescències tenen flors diminutes sense periant i emergeixen de fulles basals, primes i filiformes, l'endosperma és cel·lular (entre les monocotiledònies és un caràcter només present a Araceae), i les llavors són petites i amb la funció d'emmagatzematge duta a terme per un perisperma amb midó. Els dos gèneres de Hydatellaceae van ser anteriorment inclosos en Centrolepidaceae, que també són petites i adaptades a condicions d'inundació estacional. Ja Dahlgren et al. (1985) concloïen que "la seva inclusió fins i tot en un superorde seria forçada". Tant l'APG II (2003) com Soltis et al. (2005) confiaven la seva inclusió en Poals, però finalment el 2007 es va determinar que la família estava en un lloc completament equivocat, sent en realitat clade germà de Nymphaeaceae sensu lato (Saarela et al. 2007), per la qual cosa el va ressituar en l'ordre de les nimfeals (un ordre de les angiospermes basals).

### Mayacaceae
Mayacaceae també és una família anòmala difícil de situar en l'arbre filogenètic, i Bremer (2002) també va tenir dificultats en obtenir seqüències d'aquesta família. La morfologia d'aquesta família és inusual, té un aspecte molt semblant als licopodis, excepte pel fet que Mayacaceae és aquàtica. Les mayacàcies tenen fulles disposades en espiral amb dents apicals i flors que neixen a l'aixella de les fulles, amb calze i corol·la clarament distingits, i tres estams.

### Clade ciperàcies-joncs
Cyperaceae i Juncaceae (juntament amb turniàcia) formen el clade ciperàcies/joncs. Aquest grup és monofilètic, tant per la morfologia com per les seqüències  rbcL (Plunkett et al. 1995, Simpson 1995). Entre les sinapomorfíes morfològiques s'inclouen les tiges massisses, les fulles trístiques, el pol·len en tètrades (3 dels grans reduïts en Cyperaceae), l'inusual caràcter dels cromosomes amb centròmer difús, i alguns detalls de l'embrió i del desenvolupament del pol·len (Plunkett et al. 1995, Simpson 1995, Munro i Linder 1998,Vegeu la llista completa de caràcters al'APW eb). Els membres del clade ciperàcies/joncs són anemòfils (pol·linitzadors per vent), superficialment amb aspecte de pastures, i moltes vegades confosos amb pastures (poàcies). Una forma de distingir de les pastures és notar que algunes (encara que no totes) les ciperàcies tenen tiges triangulars, i algunes (però no totes) les poàcies tenen tiges buides, i les juncàcies tenen tiges rodones i massises.
Tota l'evidència sosté que Cyperaceae és monofilètic, evidència basada en seqüències  rbcL (Muasya et al. 1998, Jones et al. 2007).
En canvi la monofília de Juncaceae no va estar clara fins fa poc, tot i que ja se sabia que havia d'excloure d'ella a Prionium (ara en turniàcies). Dos estudis van trobar que Juncaceae no era monofilètica, ja que Oxychloe va ser trobada com embeguda en Cyperaceae, o germana de la resta de Cyperaceae, per Plunkett et al. 1995, i Muasya et al. 1998. No obstant això estudis posteriors van determinar que aquest gènere havia de pertànyer a Juncaceae, així que les dues famílies són monofilétiques (Roalson 2005 amb dades de seqüències ITS, Jones et al. 2007 amb una combinació de gens). Segons Soltis et al. (2005), el què ha d'haver passat en les anàlisis de Plunkett et al. (1995) i Muasya et al. (1998), és que el primer pot haver utilitzat una col·lecció de fulles que era una barreja d' Oxychloe amb una ciperàcia, i gairebé segurament seqüenciar la ciperàcia, mentre que en l'últim la mostra ha d'haver estat contaminada.
Turniàcia pot ser germà de la resta del clade ciperàcies/joncs (Plunkett et al. 1995, Munro i Linder 1997). El gènere Prionium fou de vegades situat en Juncaceae, però ara és situat en turniàcia segons les últimes dades moleculars (Munro i Linder 1998).

### Nucli dels Poales
El nucli de les Poals (també conegut com el "clade graminoide") inclou a Flagellariaceae, Restionaceae, Joinvilleaceae, i Poaceae, i algunes altres famílies més petites. Poaceae és cosmopolita, però la resta de les famílies són herbes de l'Hemisferi Sud i especialment de la regió de l'oceà Pacífic. La família més gran després de Poaceae en el nucli de les Poals és Restionaceae, que creix principalment a Sud-àfrica i Austràlia. La monofília del nucli de les Poals està sostinguda tant per caràcters morfològics com moleculars (Dahlgren i Rasmussen 1983, Dahlgren et al. 1985, Kellogg i Linder 1995, Linder i Kellogg 1995, Briggs et al. 2000, Chase et al. 2000, 2006, Soltis et al. 2000, Stevenson et al. 2000, Michelangeli et al. 2003), entre les sinapomorfies morfològiques s'inclouen les fulles dístiques, amb base embeinadora amb beina oberta al voltant de la tija, els estomes amb cèl·lules de guarda amb forma de peses, les flors petites amb estigma plomós amb ramificació pinnada i amb carpelos amb un únic  òvul, apical i ortótropo, el pol·len monoporado amb elevacions al voltant del porus, el desenvolupament de l'endosperma nuclear, i alguns caràcters de l'embrió (Endress 1995a, Kellogg i Linder 1995, Soreng i Davis 1998,Vegeu la llista completa de caràcters al'APW eb). El clade també mostra delecions en la regió ORF 2280 del genoma del cloroplast. La majoria de les famílies del nucli dels Poals és petita en termes de nombre de gèneres i espècies (a excepció de Restionaceae i Poaceae).
El que Soltis et al. (2005) defineixen com "el clade Restionaceae" està compost per [Anarthriaceae [Centrolepidaceae + Restionaceae]]. Aquestes famílies comparteixen que són plantes dioiques, el clorènquima amb cèl·lules en forma d'estaca ("peg"), i les anteres dorsifixes. Linder et al. (2000) van suggerir unir a les 3 famílies en un Restionaceae sensu lato perquè tenen l'anatomia de la tija distintiva d'aquesta família, Lyginia a més té midó en el sac embrionari, com Restionaceae. Soltis et al. (2005) estan d'acord amb el fet que el reconeixement de Lyginiaceae i Hopkinsiaceae com el d'Anarthriaceae (tots monogenèrics) introdueixen redundància en la classificació. Centrolepidacaee pot ser una forma pedomòrfica (és a dir, haver retingut en l'adult els caràcters juvenils) de Restionaceae (Linder et al. 2000), les dues famílies són clarament germanes (100% de bootstrap, Chase et al. 2005. l'APWeb del gener de 2009 encara manté a les tres famílies separades.
El "clade Restionaceae" és germà de la resta del nucli de les Poals, que inclou a Flagellariaceae, Joinvilleaceae, i Ecdeiocoleaceae com clades germans successius de Poaceae.
Poaceae (= Gramineae) és una de les famílies d'angiospermes més diverses i més importants. Encara s'estan fent els estudis moleculars pertinents perquè emergeixin les relacions de parentiu dins d'aquesta família. En aquest sentit, va ser un important esforç el fet d'haver reunit el  Grass Phylogeny Working Group  (GPWG, "Grup de treball per a la filogènia de les gramínies") que es va expedir amb una publicació en l'any 2000. Es pot veure l'evolució posterior de la seva filogènia al APWeb.

## Taxonomia
L'ordre va ser reconeguda per l'APG III (2009), el Linear APG III (2009) li va assignar els números de família de 91 a 106. l'ordre ja havia estat reconegut per l'APG II (2003).
Taxons superiors: Regne Plantae (plantes), Divisió Magnoliophyta (angiospermes), Classe Liliopsida (monocotiledònies), subclasse commelínidae (commelínides).
Circumscripció: El sistema de l'APG III i el APWeb (visitat el gener de 2011) reconeixen a les següents famílies en aquest ordre:
- Typhaceae (incl. Sparganiaceae) (família n.º 91)
- Bromeliaceae (família n.º 92)
- Rapateaceae (família n.º 93)
- Xyridaceae (família n.º 94)
- Eriocaulaceae (família n.º 95)
- Mayacaceae (família n.º 96)
- Turniàcia (família n.º 97)
- Juncaceae (família n.º 98)
- Cyperaceae (família n.º 99)
- Anarthriaceae (família n.º 100)
- Centrolepidaceae (família núm 101)
- Restionaceae (família n.º 102)
- Flagellariaceae (família núm 103)
- Joinvilleaceae (família n.º 104)
- Ecdeiocoleaceae (família n.º 105)
- Poaceae (família n.º 106)

Els números de família són assignats pel LAPG III (2009).
L'APG II de 2003 a més incloïa a Sparganiaceae, que l'APWeb inclou en Typhaceae sensu lato, ja Hydatellaceae, que ara se sap que en realitat pertany a Nymphaeales (vegeu en secció de filogènia).
El sistema Cronquist (1981, 1988) no reconeixia a l'ordre Poals, si bé la seva subclasse commelínidae posseïa una circumscripció que s'aproxima al definit com a Poals, però no tenia a Bromeliaceae i sí que tenia a Commelinaceae (ara a Commelinales) i a Hydatellaceae (ara en Nymphaeales).
Sinònims, segons l'APWeb (vist en gener de 2009): Eriocaulineae Thorne & Reveal, Xyridineae Thorne & Reveal - Avenals Bromhead, Bromelials Dumortier, Centrolepidals Takhtajan, Cyperals Hutchinson, Eriocaulals Nakai, Flagellarials (Meisner) Reveal & Doweld, Hydatellals Reveal & Doweld, Juncals Dumortier, Mayacals Nakai, Rapateals (Meisner) Reveal & Doweld, Restionals J. D. Hooker, Typhals Dumortier, Xyridals Lindley - Bromelianae Reveal, Hydatellanae Reveal, Juncanae Takhtajan, Poanae Reveal & Doweld, Rapateanae Doweld, Typhanae Reveal - Bromeliidae C. Y. Wu, Juncidae Doweld - Bromeliopsida Brongniart, Juncopsida Bartling

## Evolució
La divergència dins del clade Poals va començar fa uns 113 milions d'anys (Janssen i Bremer 2004), o fa 109-106 milions d'anys (Leebens-Mack et al. 2005), o, segons Wikström et al. (2001) fa 72-69 milions d'anys, aquest últim suggereix una edat pel clade Poals de 87-83 milions d'anys.
Eriocaulaceae i Xyridaceae poden haver divergit fa uns 105 milions d'anys, el grup corona del primer hauria començat a diversificar-se fa uns 58 milions d'anys, i el del segon, fa uns 87 milions d'anys (Janssen i Bremer 2004).
La divergència en el clade ciperàcies-joncs hauria començat fa uns 103 milions d'anys (Janssen i Bremer 2004).
El nucli dels Poals hauria començat a diversificar-se fa uns 109 milions d'anys, originat fa uns 112 milions d'anys (Janssen i Bremer 2004), però en aquesta anàlisi la topologia de l'arbre filogenètic difereix de la presentada aquí. Wikström et al. (2001) suggereixen un origen en només uns 49-45 milions d'anys fins al present, però novament, la topologia de l'arbre també difereix de la presentada aquí.